# Schiphol clock

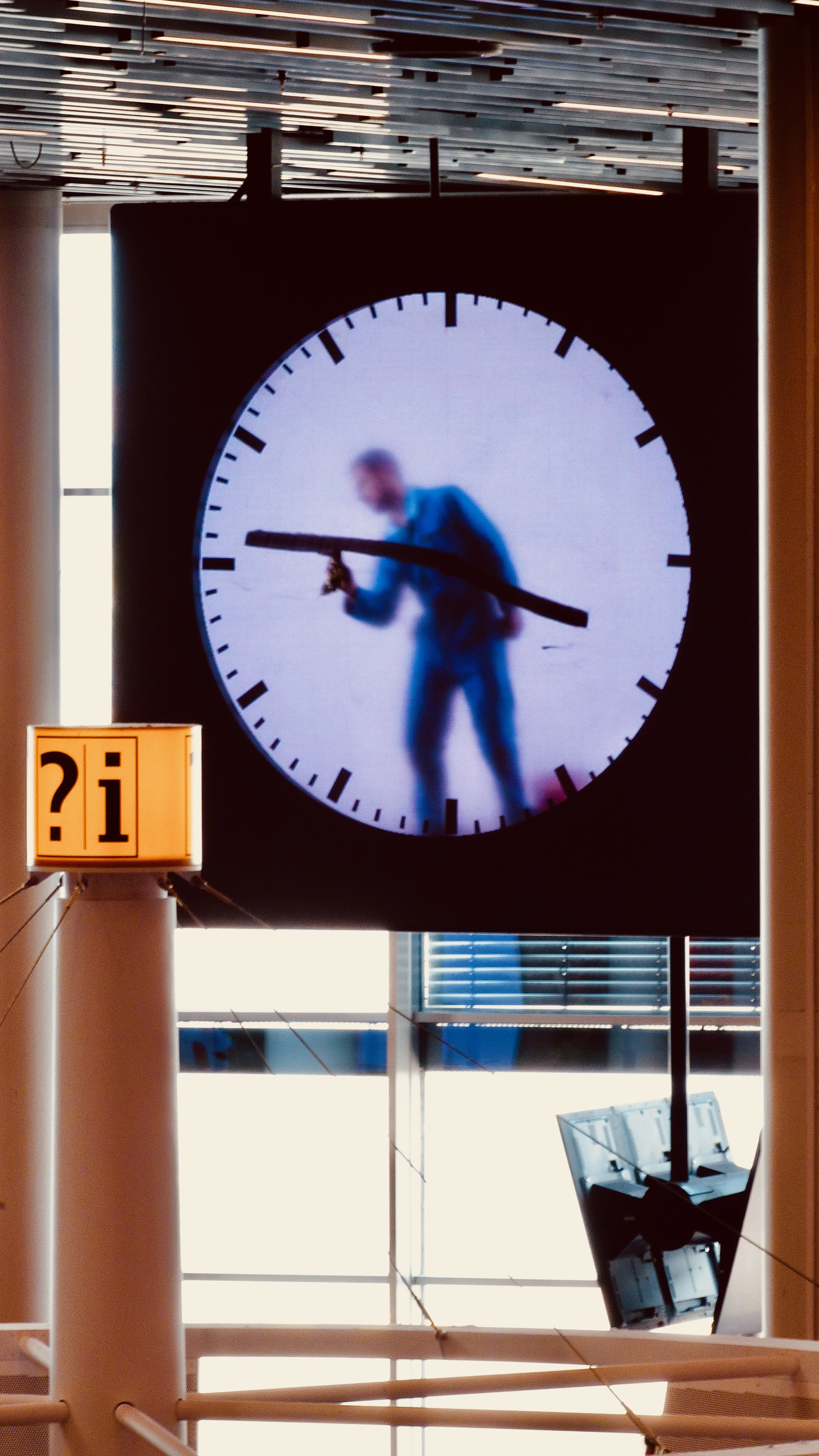
Schiphol clock

Die Schiphol clock (deutsch Schiphol-Uhr), auch Schiphol Airport clock, ist eine Installation des niederländischen Künstlers Maarten Baas in der Lounge 2 im non-Schengen-Bereich des Abfertigungsgebäudes des Flughafens Amsterdam Schiphol. In einem drei Meter großen Uhrenkasten läuft eine runde Videoprojektion, die dem Betrachter vortäuscht, ein Mann im Inneren zeichne fortlaufend die Zeiger der Uhr neu.
In der lebensgroßen Videoprojektion zeichnet Maarten Baas alle paar Minuten auf einer Mattscheibe mit vorgezeichnetem Ziffernblatt die Uhrzeit mit einem großen und kleinen Zeiger und entfernt einige Minuten später wieder mit Lappen und Abzieher den entsprechenden Zeiger. Dabei achtet er darauf, dass Minuten- und Stundenzeiger gemäß der aktuellen Uhrzeit richtig eingezeichnet sind. Der Monitor mit dem Video ist unterhalb der Decke so angebracht, dass es den Eindruck macht, als arbeite ein Mann in einem etwa drei Meter hohen Uhrenkasten. Er trägt einen blauen Overall und einen roten Wischeimer zur Seite, auf den er sich manchmal auch vorsichtig setzt.
Die Installation gehört zu der Serie Real Time von Baas, in der er in Echtzeit die Bewegung von Uhren darstellt, die Dauer einer Szene also exakt die Zeit wiedergibt, die es gedauert hat, sie zu filmen. Auf der Mailänder Möbelmesse 2009 stellte er mit der Sweeper's Clock seine erste Arbeit der Serie vor, die Schiphol clock wurde 2016 in der Lounge 2 des Flughafens zwischen Pier D und E installiert.